# ネーハー・シャルマー
ネーハー・シャルマー（ラテン文字：Neha Sharma）はインド・ビハール州出身の映画女優。

## 経歴
バーガルプルのカルメル山学校を卒業した後、ニューデリーにある国立服飾技術研究所 (NIFT) で服飾デザインについて学んだ。
2007年のテルグ語映画「Chirutha」で映画俳優としてデビューを果たした。ヒンディー語映画には2010年のMohit Suri監督の「Crook」でデビューした。クナール・コハリー監督の映画「Teri Meri Kahaani」でカメオ出演した後、エクター・カプール監督の「Kyaa Super Kool Hai Hum」で主演デビューを果たした。

## プライベート
趣味は料理、音楽鑑賞、読書、ダンスであり、シャルマーはカタックと呼ばれるインドの伝統舞踊のレッスンを受けている。他にもストリート・ヒップホップ、サルサ、メレンゲ、ジャイヴ、ジャズダンスなどをロンドンで学んでいる。彼女はケイト・モスに自身のスタイルのヒントを得たと語っている。また、将来的に自身の服飾ブランドを立ち上げたいという夢を語っている。

## 出演作
| 年   | 映画名                     | 役     | 言語         | 註                         |
| ---- | -------------------------- | ------ | ------------ | -------------------------- |
| 2007 | Chirutha                   | Sanjna | テルグ語     | テルグ語映画デビュー作     |
| 2009 | Kurradu                    | Hema   | テルグ語     |                            |
| 2010 | Crook: It's Good To Be Bad | Suhani | ヒンディー語 | ヒンディー語映画デビュー作 |
| 2012 | Teri Meri Kahaani          | Meera  | ヒンディー語 | 特別出演                   |
| 2012 | Kyaa Super Kool Hain Hum   | Simran | ヒンディー語 |                            |
| 2013 | Jayantabhai Ki Luv Story   | Simran | ヒンディー語 |                            |
| 2013 | Yamla Pagla Deewana 2      | Suman  | ヒンディー語 | 撮影中                     |

## 賞
- Google Zeitgeistによるライジングスター賞第5位 (2010、インド) [10]
- Times of India発表の魅力的な女性50人で31位に入る[11]
- Times of Indiaによる最優秀新人女優調査で1位を獲得[12]